# Alfred Lemm
Œuvres principales
Mord (1918)
Alfred Lemm, de son vrai nom Alfred Lehmann (6 décembre 1889 Berlin - octobre 1918, sans doute à Berlin) est un écrivain allemand, représentant de l’expressionnisme littéraire allemand. 

## Biographie
La biographie d'Alfred Lemm est peu documentée. Il travaille à la revue die Neue Rundschau et à la Vossische Zeitung. Il meurt en octobre 1918, sans doute à Berlin.

## Œuvre
Lemm collabore à de nombreuses revues expressionnistes, Die Aktion, Die Weißen Blätter, Das junge Deutschland, Zeit-Echo, Forum. Il publie un roman et surtout un recueil de nouvelles en deux tomes, Mord. Le sujet de ces récits est de décrire comment la puissance de l'État, et de la grande bourgeoisie, s'accompagne de l'usage de la violence qui s'exerce sur le citoyen petit-bourgeois.

## Ouvrages
- 1917, Der fliehende Felician, roman, Georg Müller
- 1918, Mord I. Erzählungen, nouvelles, Roland Verlag
- 1918, Mord II. Versuche, Roland Verlag

## Sources
- (de) Hans J. Schütz, « Ein deutscher Dichter bin ich einst gewesen ». Vergessene und verkannte Autoren des 20. Jarhunderts, Munich, Verlag C. H. Beck, 1988.